# Dolors Lleonart i Casanovas
Dolors Lleonart i Casanovas (Gualba, Vallès Oriental, 24 de setembre de 1866 - Barcelona, 19 de febrer de 1936) va ser una de les primeres metgesses catalanes, després de Maria Elena Maseras i Ribera, Dolors Aleu i Riera i Martina Castells i Ballespí.

## Joventut
Filla d'Andreu Lleonart i Castellví, nat a Tàrrega, i d'Antònia Casanovas i Corrons, nascuda a Breda, a la seva partida de bateig indica que el pare era mestre d'instrucció primària, mentre que, en documents posteriors, consta que era metge a Gràcia. Això és perquè va estudiar la carrera de medicina més tard i va acabar-la pocs anys abans que ho fes la seva filla. Dolors Lleonart va acabar el batxillerat a l'Institut de Tarragona, amb la qualificació d'aprovat. Va fer-ne l'examen de grau el 15 de juliol de 1880, quan encara li faltaven uns mesos per fer els catorze anys. Aquell mateix any va començar els estudis a la Facultat de Medicina de la Universitat de Barcelona, i els va acabar el 1886, amb un expedient acadèmic molt brillant, amb quinze excel·lents. El 25 i 26 de juny de 1886 va fer l'examen de llicenciatura, en el qual va obtenir la qualificació d'excel·lent.

## La dona i la universitat en temps de Dolors Lleonart
Quan Dolors Lleonart va començar els estudis de medicina, feia vuit anys que, per primera vegada, una noia (Maria Elena Maseras) s'havia matriculat a la Universitat de Barcelona. Algunes més ho van fer durant aquella dècada, tot i que només en van acabar els estudis dues: Dolors Aleu i Martina Castells. La presència d'aquestes dones a la Universitat va desconcertar molts alumnes i professors i també les autoritats acadèmiques. Encara més quan el rector de la Universitat Central (a Madrid) va assabentar-se que una dona (Maria Elena Maseras) volia fer el doctorat. Van ser tantes les traves que es va trobar, que tot i haver cursat totes assignatures del doctorat, va desistir. El 16 de març de 1882, una real ordre suspenia l'admissió de 'senyores' en l'ensenyament superior, però admetia el dret a acabar els estudis fins al grau de doctorat, per a les que ja haguessin començat els estudis universitaris en aquella data, com era el cas de Dolors Lleonart.

Tanmateix, quan va voler fer el doctorat, el 1886, el catedràtic d'Història Crítica de la Medicina de la Universitat Central, Tomás Santero, va adreçar-se al rector d'aquella universitat sobre el fet que una jove volgués obtenir el doctorat. En el seu escrit al rector deia:
... y como no me sea conocida la disposición legal que autoriza la matrícula de personas del sexo femenino en la Facultad de Medicina, y menos en el período del Doctorado, cuyo título solo habilita para el profesorado, tengo la honra de poner el hecho en conocimiento de V.I. para los efectos oportunos.
 Hi ha contradicció entre diversos autors sobre si va acabar o no el doctorat.

## Vida professional i maduresa
El seu pare li va posar un despatx al carrer de Ferran, que aleshores era un carrer luxós de Barcelona i manté la consulta fins que es casa amb un altre metge, company de carrera: Ramon Montserrat i Lucena, que era metge de l'Institut d'Assistència Mèdica Municipal i cap del Dispensari de Gràcia. La parella se'n va a viure al passeig de Gràcia i instal·len una consulta. Amb ells s'inicia una nissaga mèdica, que va continuar amb el seu fill Ramon Montserrat i Lleonart, el seu net, Antoni Miret Montserrat, la besneta Maria Lluisa Miret Pech i dos rebesnets, Anna Miret Gomara i Borja Fernández Miret.
El 1910 va participar en el Primer Congrés Espanyol Internacional de Tuberculosi, que va celebrar-se a la Facultat de Medicina de Barcelona i, juntament amb una altra metgessa, Trinitat Sais de Llaberia, va ser membre d'un jurat que va atorgar els "Premis a les Mares que cuiden millor els seus fills".
A la Guia Sanitària de l'any 1935 el seu nom apareix en el llistat de metges de Barcelona, tot i que no apareix en alguns llistats anteriors.
Dolors Lleonart va morir el mes de febrer de 1936, tres anys després de la mort del seu marit.

## Reconeixements
L'Ajuntament de Gràcia va nomenar-la "Metge Honorari" de l'Hospital i Beneficència com a reconeixement als seus mèrits per ser la primera metgessa d'aquell municipi, que encara no estava annexionat a Barcelona.
El 2006, l'Ajuntament de Barcelona va dedicar-li un carrer a Gràcia.